# Marcos António
Marcos António Elias Santos, meglio noto solo come Marcos António (Alagoinhas, 25 maggio 1983), è un ex calciatore brasiliano, di ruolo difensore.

## Carriera
Il 29 settembre 2012 debutta in Bundesliga con il Norimberga nel match contro lo Stoccarda perso 0-2, in 16 minuti sbaglia 2 retropassaggi al suo portiere Schäfer, di cui il primo porterà al momentaneo 0-1, dopo poco più di un quarto d'ora l'allenatore Dieter Hecking lo sostituirà con Hanno Balitsch, questa sarà la sua unica presenza con il Norimberga in 2 anni.
Dopo 4 stagioni in Malaysia con la maglia del Johor Darul Ta'zim, nel 2018 lascia il calcio all'età di 35 anni.